# Otto Ehrenfried Ehlers

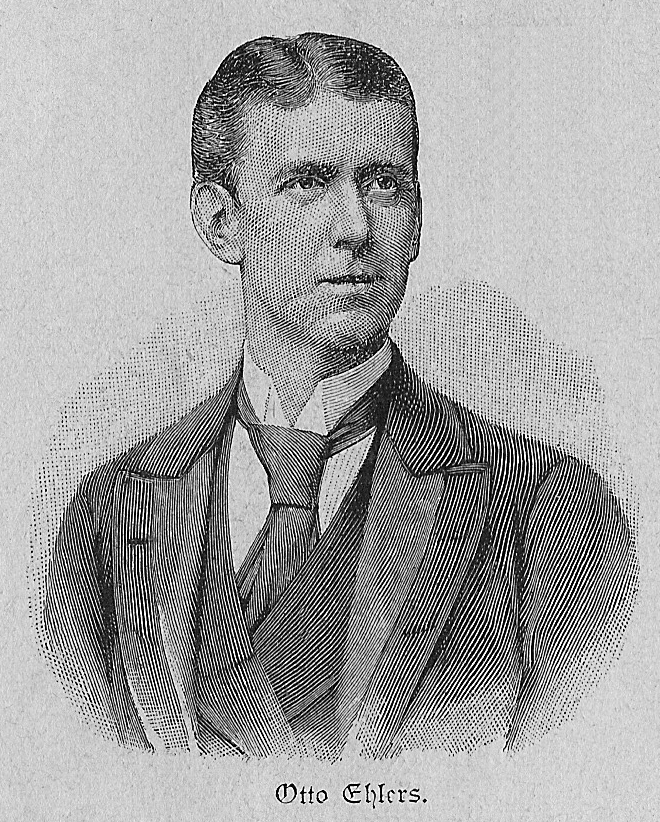
Otto Ehrenfried Ehlers

Otto Ehrenfried Ehlers (* 31. Januar 1855 in Hamburg; † 3. Oktober 1895 in Kaiser-Wilhelms-Land) war ein deutscher Forschungsreisender und Reiseschriftsteller.

## Leben
Otto Ehrenfried Ehlers war Sohn eines Hamburger Architekten. Seine schulische Ausbildung begann unter Wichard Lange. Früh trat sein lyrisches Talent zutage, das sich zunächst in Satiren äußerte. Nach dem Abitur am Harburger Realgymnasium wurde er Landwirt auf dem Gut Heisch in Holstein. Die nahe Ostsee inspirierte ihn zu Dichtungen, die seine Liebe zum Meer zeigten.
Ehlers studierte Rechtswissenschaften und Landwirtschaftskunde an der Ruprecht-Karls-Universität Heidelberg, der Universität Jena und der Rheinischen Friedrich-Wilhelms-Universität. 1876 wurde er Mitglied des Corps Vandalia Heidelberg und des Corps Franconia Jena. Nach ausgiebigen Reisen in Deutschland und Österreich erwarb er in Pommern ein Gut, das er bald wieder aufgab, um sich auf Schloss Seegenfelde bei Schneidemühl in Westpreußen niederzulassen. Ab 1883 redigierte er die Zeitung für Hinterpommern in Stolp. Ehlers wurde dann Besitzer eines anderen Rittergutes in Pommern. Ein Brand vernichtete das Haupthaus seines Gutes. Er verließ es trotz der Wiederherstellung, übergab die Verwaltung einem Angestellten und ging auf Reisen. Er trat 1887 in die Dienste der Deutsch-Ostafrikanischen Gesellschaft und machte im Sommer 1888 eine Expedition nach den Flüssen Rufiji und Rovuma mit. Als er im Juni 1888 mit Hans Meyer und Ludwig Purtscheller in Sansibar zusammengetroffen war, fasste er eigene Pläne, den Kilimandscharo zu besteigen. Er begab sich im Herbst dorthin, gelangte aber, zuerst von William Louis Abbott begleitet, bis zum 18. November von der Nordseite her lediglich bis auf eine Höhe jenseits von 5000 m, die aber nicht dem eigentlichen Firngipfel des Kilimandscharo angehört. In der Folge beanspruchte Ehlers die Besteigung bzw. Erstbesteigung des Kilimandscharo für sich. In seinem Bericht Ostafrikanische Gletscherfahrten über die Besteigung des Kilimandscharo aus dem Jahr 1889 widerlegte Hans Meyer die widersprüchlichen und falschen Aussagen von Ehlers zu seiner Kilimandscharo-Besteigung und stellte fest, dass Ehlers den höchsten Punkt am Kilimandscharo nicht erreicht haben konnte. Ehlers musste diesen Ausführungen von Meyer folgen und somit seinen Anspruch der Erstbesteigung zurückziehen.
Als Chef der Station Moschi veranlasste er den Häuptling Mandara, eine Gesandtschaft an den deutschen Kaiser Wilhelm II. abzusenden. Mit dieser Mission traf er im Mai 1889 in Berlin ein. Zwei Monate später kehrte er nach Sansibar zurück, begleitete Hermann von Wissmann während des Araberaufstands auf seinem Zug nach Mpapua und zog im Dezember desselben Jahres erneut zum Kilimandscharo, um die Geschenke des deutschen Kaisers an Mandara zu überbringen.
Wegen seiner angegriffenen Gesundheit musste Ehlers im Frühjahr 1890 zur Erholung ins nördliche Indien reisen. Dort nahm er an der Strafexpedition gegen Manipur teil. Ferner bereiste er 1891 Kaschmir und Nepal. Er ging dann nach Burma und durchstreifte Südostasien von Malmen bis nach Hanoi (Tongking). 1892 ging er nach China. 1893 kehrte er über Amerika nach Deutschland zurück. Er ging wenig später erneut nach Britisch-Indien, besuchte Südostasien und fuhr den Brahmaputra hinauf, musste aber nach gefahrvollen Erlebnissen verwundet zurückkehren.
Im Mai 1895 reiste Ehlers, angelockt von Presseberichten über den Konflikt um Samoa, auf der Salier mit Stationen in Adelaide und Melbourne nach Sydney (Australien), im Juli reiste er auf dem Schiff Alameda weiter via Auckland (Neuseeland) nach Samoa. Bei seiner Ankunft sah er in der Bucht von Apia die Wracks der deutschen Kanonenboote Adler und Eber, die dort 1889 im Zyklon gestrandet waren, während die Bussard und die Falke dort ankerten. Ehlers traf den samoanischen König Malietoa Laupepa und den deutschen Präsidenten des Munizipialrates von Apia Ernst Schmidt-Dargitz, den Arzt Bernhard Funk und wurde von den Korvettenkapitänen Heinrich von Moltke und Georg Scheder auf der SMS Falke bzw. Bussard auf Rundfahrten um Upolu und nach Savaiʻi mitgenommen. Ehlers besuchte mehrere Pflanzungen der  Deutschen Handels- und Plantagengesellschaft (DHPG), auf denen Baumwolle, Kopra und Kokosöl produziert wurde, sowie den Gedenkstein für die elf 1787 dort Getöteten der französischen Expedition unter Jean-François de La Pérouse auf Tutuila. Sein Bericht ist stark nationalistisch und monarchistisch bzw. antidemokratisch ausgerichtet, so dass er keinerlei Kontakt mit Briten oder Amerikanern erwähnt, auch nicht den im Vorjahr verstorbenen Freund Funks, Robert Louis Stevenson.
1895 ging Ehlers weiter nach Kaiser-Wilhelms-Land, zu dieser Zeit bereits deutsche Kolonie. Zusammen mit dem Polizei-Unteroffizier Piering plante er eine Expedition zur Durchquerung der Insel von der Mündung des Franziskaflusses (heute: Logui River) an der Bayernbucht zum Golf von Papua in Britisch-Neuguinea. Die Expedition war schlecht vorbereitet und musste schließlich wegen Nahrungsmangels und der zunehmenden Strapazen abgebrochen werden. Als Ehlers und Piering versuchten, auf einem Floß Richtung Süden zu gelangen, wurden sie von ihren Begleitern ermordet. 16 ihrer Begleiter erreichten schließlich Britisch-Neuguinea. Nachdem es zunächst hieß, Ehlers und Piering seien ertrunken, wurden die Morde 1897 als solche bekannt. Beim Versuch, die Mörder zu stellen, wurde der damalige Landeshauptmann von Deutsch-Neuguinea Curt von Hagen ebenfalls erschossen.

## Werke
- Kornähren der Poesie. Bremen 1875, Norden 1888 (Gedichte)
- An indischen Fürstenhöfen, 2 Bände, Berlin 1894
- Im Sattel durch Indo-China, 2 Bände, 1894
- Meine erste Reise nach Zanzibar. In: Velhagen und Klasings Monatshefte, Jg. 9 (1894/95), Bd. 2, Heft 7, März 1895, S. 81–95
- Reisebilder aus Siam. (Voigtländers Volksbücher; 45). Leipzig o. J. (1927)
- Samoa, die Perle der Südsee – à jour gefaßt, 3. Aufl., 1896. Neuauflage: Samoa, die Perle der Südsee. (Mit einem Nachwort von Hermann Joseph Hiery), Lilienfeld Verlag, Düsseldorf 2008, ISBN 978-3-940357-04-5
- Im Osten Asiens, 4. Aufl., 1900

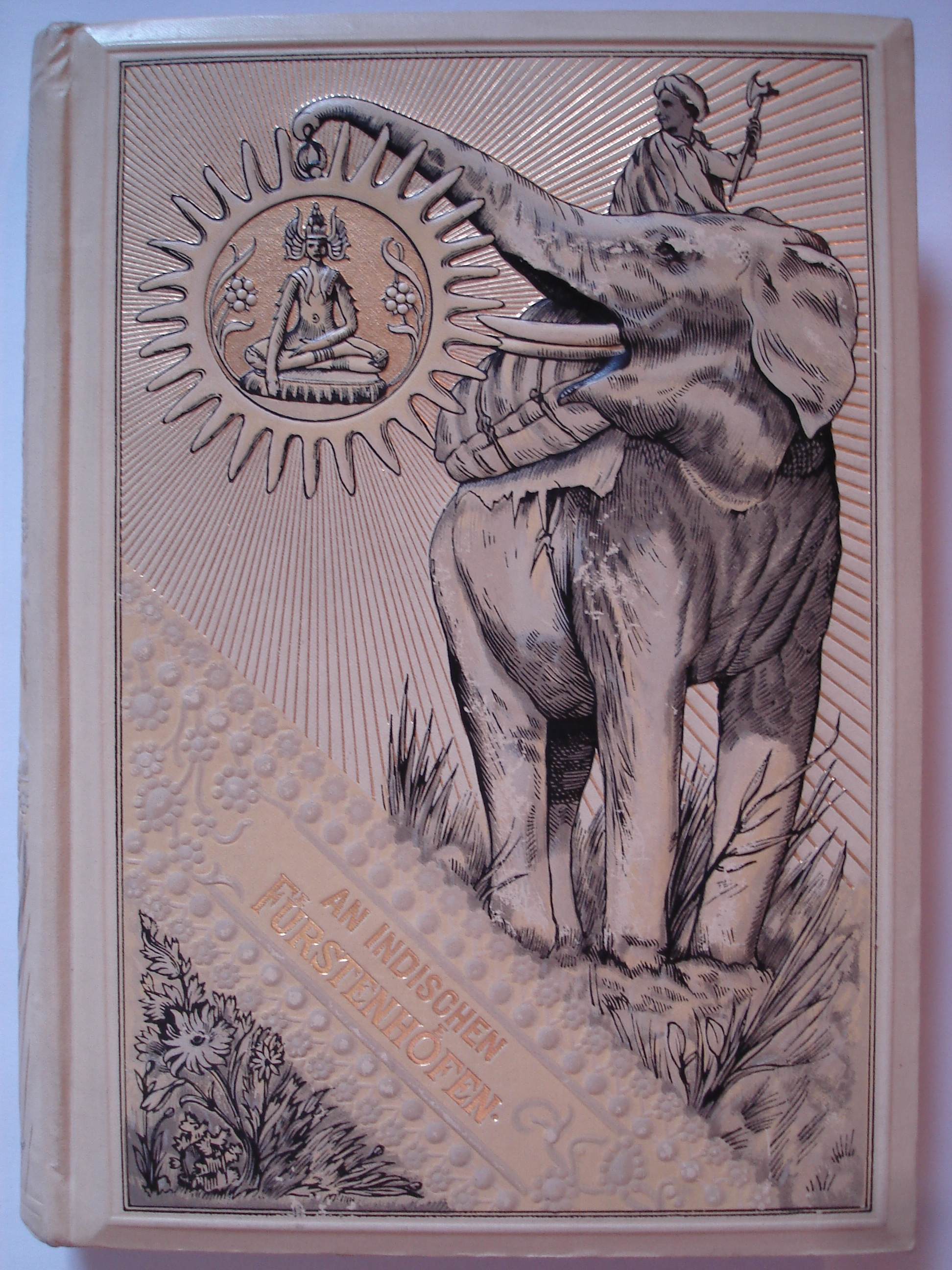
Einband An indischen Fürstenhöfen
Einband Samoa
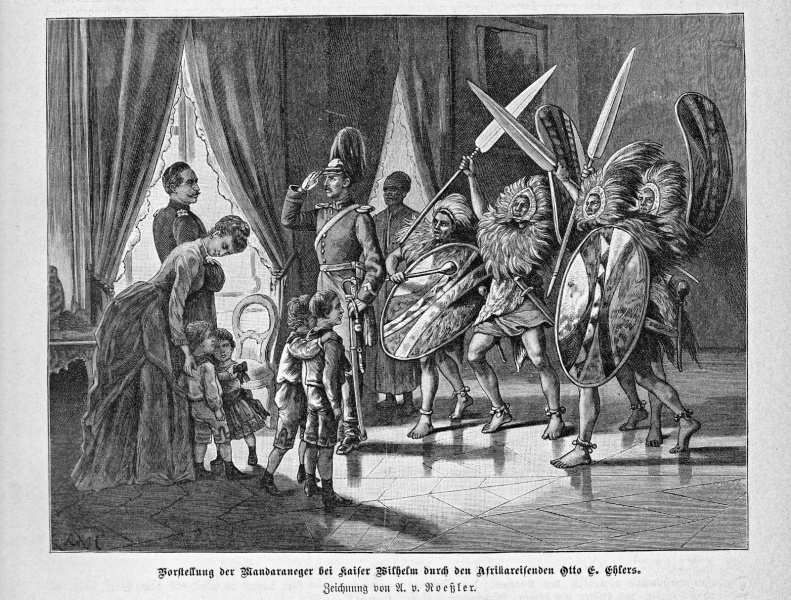
Vorstellung der Mandara-Delegation bei Kaiser Wilhelm durch Ehlers